# Гурмузаки, Евдоксий
Евдоксий Гурмузаки (29 сентября 1812 в селе Черновка — † 10 февраля 1874 в городе Черновцы) — историк, политик, председатель Краевой Буковины, журналист, преподаватель Черновицкого университета, основатель газеты «Буковина», основатель румынского общества «Жунимиа». Брат Алеку Гурмузаки.

## Биография
Гурмузаки родился 29 сентября 1812 года в селе Черновка.
Барон, брат баронов Гурмузаки: Алеку (Александра) и Георге (Георгия); все походили из греческой семьи, которая переселилась в Молдавию в конце XVI века с острова Хиос и объединилась с князьями молдавских семей.
Гурмузаки имели в Черновцах имение, владели 80 га пахотной земли и большими фруктовыми садами. После окончания немецкой гимназии в Черновцах с 1831 по 1835 год учился на факультете права Венского университета.
Принимал активное участие в Вене в событиях революции 1848 года. Позже вернулся на Буковину, где сыграл большую роль в движении за получение политических, национальных и культурных прав буковинских румын в составе Австро-Венгерской империи.
Вместе с братьями Георгием и Александром, которые 16 октября 1848 года стали основателями «Партии патриотов», начал издавать газету «Bucovina» («Буковина», просуществовала до 1852 года). Газета печаталась на румынском и немецком языках о румынской политике, религии и культуре. Главными корреспондентами, кроме Евдоксия Гурмузаки, был Арон Пумнул. Как утверждает известный буковинский исследователь-краевед Иван Снигур: « в своих исследованиях и публицистике Е. Гурмузаки односторонне освещал буковинский вопрос и выражал откровенную неприязнь ко всему малороссийскому, заложил основы шовинистической историографии многих румынских историков относительно Буковины, с его легкой руки Буковину начали называть Верхней Молдавией».
Бароны Гурмузаки, в отличие от малороссийской интеллигенции Буковины, в своих работах проявляли глубокие знания, широкий взгляд на мир и политический кругозор, направляя талант и усилия на пользу румынского народа. Хоть по численности малороссов на Буковине в то время было вдвое больше, они не имели таких лидеров, а потому и политического влияния.
С приходом к власти в Австрии Франца Иосифа Гурмузаки со своими единомышленниками немцами обратились второй раз к австрийскому парламенту с ходатайствами отделить Буковину от Галиции и придать ей статус самостоятельности под короной Австрии.
Е. Гурмузаки редактировал «Петиции Буковины», которые были адресованы императору и напечатаны 3 декабря 1848 года в газете «Буковина».
С 1848 года (этот год в Австрии считают «Весной народов») историография и этнография Буковины приобретает другое значение и другие исторические формы.
Деятельность Е. Гурмузаки стала тесно связана со сбором старинных документов. Высокообразованный, знаток более восьми языков, со времен студенчества начал собирать в австрийских архивах документы, которые представляют большую ценность для истории румын. Выступал консультантом иностранных архивов.
Коллекция, которая носит его имя, содержит почти 6000 документов. После смерти Гурмузаки коллекция была подарена Румынской Академии Наук, которая создала комиссию с целью её издания. Объединив коллекцию с творчеством румынских историков и копиистов издал 45 томов, содержащих 30782 документов в период 1199—1951 года.
Параллельно со сбором документов Е. Гурмузаки работал над подготовкой издания о всесторонней истрии румын, которую не успел закончить. В 1862 году избран краевым маршалком (Председателем краевым) и находился на этой должности до конца жизни, с перерывом в один год и несколько месяцев (16 августа 1870 — 15 декабря 1871).
Умер 10 февраля 1874 года в г. Черновцы.
На просьбу Черновицкого областного благотворительного фонда «Дом Румынского Языка» исполком Черновицкого городского совета в 2012 году принял решение об установлении мемориальной доски на фасаде дома на ул. Главной, 15, "где проживали благотворители II половины XIX века братья Гурмузаки, которые внесли значительный вклад в становление румынской культуры и духовности буковинского края. Церемонию открытия памятного знака приурочили к 200-летнему юбилею со дня рождения Евдоксия Гурмузаки.